# Рыжаков, Василий Емельянович
Василий Емельянович Рыжаков (1916—1945) — гвардии старший сержант Рабоче-крестьянской Красной Армии, участник Великой Отечественной войны, Герой Советского Союза (1944).

## Биография
Василий Рыжаков родился в 1916 году в деревне Анамас (ныне — Ельцовский район Алтайского края). После окончания неполной средней школы работал в колхозе. В 1936—1940 годах проходил службу в Рабоче-крестьянской Красной Армии. В 1941 году Рыжаков повторно был призван в армию. С июля того же года — на фронтах Великой Отечественной войны.
К январю 1944 года гвардии старший сержант Василий Рыжаков командовал орудием батареи 43-го гвардейского казачьего кавалерийского полка 12-й гвардейской кавалерийской дивизии 5-го гвардейского кавалерийского казачьего корпуса 2-го Украинского фронта. Отличился во время освобождения Черкасской области Украинской ССР. 31 января 1944 года вместе со своим расчётом Рыжаков атаковал немецкую колонну в районе села Сигнаевка. В том бою Рыжаков, оказавшись в окружении, продолжал отбиваться гранатами и автоматным огнём, уничтожив 29 солдат и офицеров противника, ещё 3 сдались в плен. 6 февраля 1944 года в критический момент боя Рыжаков заменил собой выбывшего из строя командира взвода и организовал отражение трёх немецких контратак, вместе со своими товарищами уничтожив 3 танка и около 50 солдат и офицеров противника. 13 февраля 1944 года взвод Рыжакова, отражая контратаку в районе села Нова Буда, уничтожил 1 танк, 2 автомашины и 3 станковых пулемёта противника.
Указом Президиума Верховного Совета СССР от 13 сентября 1944 года за «образцовое выполнение заданий командования и проявленные при этом мужество и героизм» гвардии старший сержант Василий Рыжаков был удостоен высокого звания Героя Советского Союза. Орден Ленина и медаль «Золотая Звезда» он получить не успел, так как 1 апреля 1945 года скончался от полученных в боях ранений. Похоронен в Будапеште.
Был также награждён медалью.
В честь Рыжакова названы улица и школа, установлен бюст в Ельцовке.